# Motorola International 3200

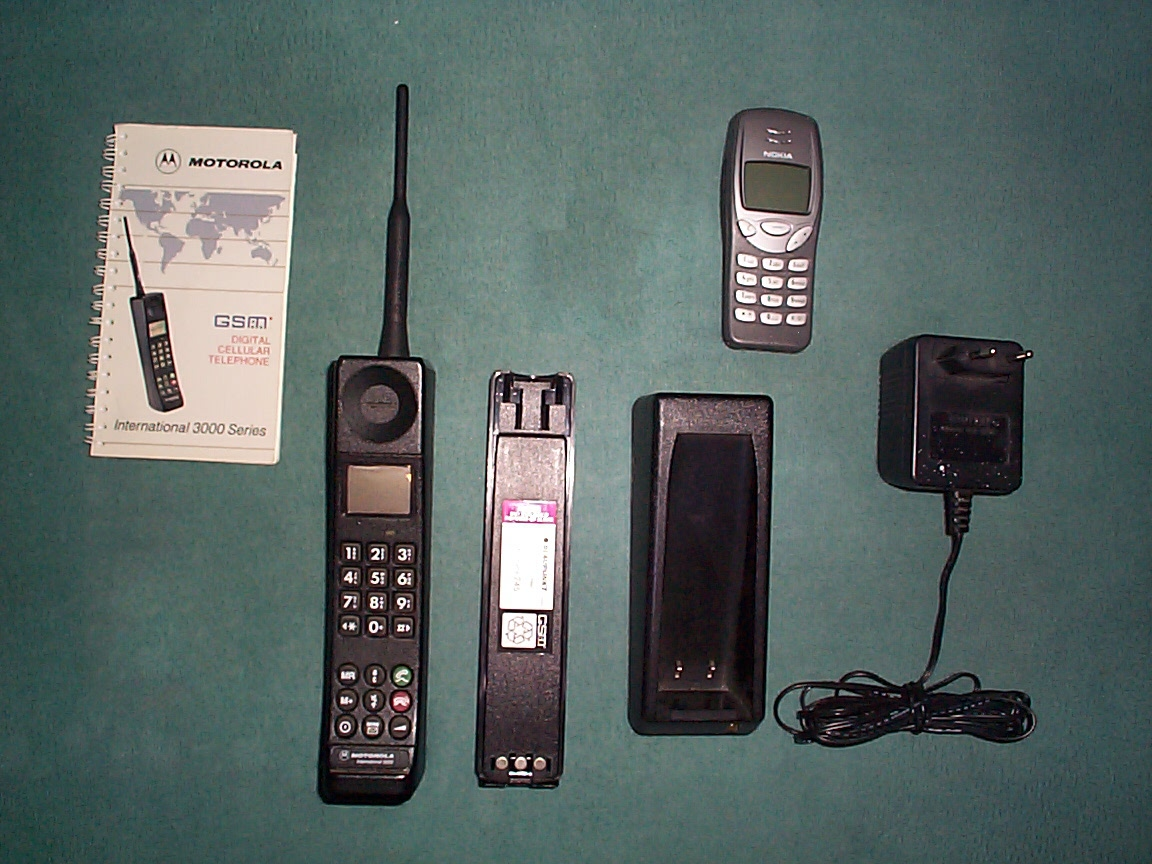
Motorola International 3200 mit Zubehör (rechts oben zum Größenvergleich ein Nokia-Handy aus dem Jahr 1999)

Das Motorola International 3200 war eines der ersten GSM-fähigen Mobiltelefone, bei dem die gesamte für das Telefonieren notwendige Technik im Handapparat integriert wurde.
Es wurde im Jahre 1992 von Motorola international vorgestellt. Es ist mittlerweile ein Sammlerobjekt. 
Bei Abmessungen von 334 × 43 × 67 mm hatte es ein Gewicht von 520 g. Der Akku des scherzhaft „Knochen“ genannten Gerätes hatte bei einer Kapazität von 700 mAh eine Gesprächszeit von 110 Minuten und als eines der wenigen Klasse-4-GSM-Terminals (Sendeleistung 2 W) eine maximale Standbyzeit von 24 Stunden. Im praktischen Einsatz hielt es mit dem werksseitig mitgelieferten Akku jedoch keinen Arbeitstag durch, weshalb größere Akkus sehr beliebt waren, auch wenn das Gerät damit noch unhandlicher wurde.
Das Motorola 3200 wurde in fünf verschiedenen Varianten gebaut, teilweise mit unterscheidender Tastenbelegung, doch mit der gleichen Software. Zusätzlich zum normalen Motorola 3200 wurde das Mobiltelefon unter den Labeln von Bosch, Blaupunkt, Pioneer sowie Ford verkauft.
Mindestens 2015 konnte man das Telefon mit einer normalen SIM-Karte noch nutzen. Einzig die Version 1.6 funktioniert aufgrund einer anderen SIM-Kartenspannung nur mit alten SIM-Karten.
Das Gerät war nur zum Telefonieren geeignet; ein Versand von SMS oder MMS war nicht möglich.
Direkter Nachfolger des Modells Motorola International 3200 war das Modell Motorola International 3300. Es unterschied sich durch eine geringere Gehäusetiefe, die Möglichkeit, über das Handy den Akkumulator direkt aufzuladen, und konnte SMS und Cell Broadcast empfangen. Das Modell 3300 besaß im Gegensatz zum 3200 (ITU) eine endgültige Zulassung zum Betrieb in allen GSM-Netzen (FTA).
Ein geplantes Motorola International 3500 mit einer Sendeleistung von 5 Watt wurde zwar angekündigt, kam aber nie auf den Markt.

## Vertrieb in Deutschland
Dieses Modell wurde in Deutschland als erstes Handymodell in den ebenfalls im Jahre 1992 gestarteten neuen GSM-Netzen von „D1 Telekom“ und „D2 privat“ verkauft. Es kostete im Einführungsjahr 3.000 bis 8.000 DM mit Vertrag (entspricht inflationsbereinigt aktuell ca. 2.809 bis 7.491 €).

## Zubehör
Folgendes Zubehör wurde von Motorola angeboten:
- Autoeinbausatz SLN 3045A
- Schnellladegerät SLN 5973B
- Ladeschale SPN 4047A (siehe Foto)
- Steckernetzgerät (24 V AC) SPN 4034A (siehe Foto)